# Condado de Morrow (Oregón)
El condado de Morrow es un condado del estado de Oregón, Estados Unidos. Tiene una población estimada, a mediados de 2023, de 12 302 habitantes.
La sede del condado es Heppner.

## Geografía
Según la Oficina del Censo, el condado tiene una superficie total de 5303 km², de los cuales 5259 km² corresponden a tierra firme y 44 km² están cubiertos de agua.

### Condados adyacentes
- Condado de Gilliam (oeste)
- Condado de Wheeler (suroeste)
- Condado de Grant (sur)
- Condado de Umatilla (este)
- Condado de Benton, estado de Washington (norte)
- Condado de Klickitat, estado de Washington (noroeste)

## Demografía

### Censo de 2020
Según el censo de 2020, en ese momento el condado tenía una población de 12 186 habitantes. La densidad de población era de 2.3 hab./km². Había 4717 viviendas, lo que representaba una densidad de 0.9 viviendas/km². El 61.32% de los habitantes eran blancos, el 0.48% eran afroamericanos, el 1.37% eran amerindios, el 0.27% eran asiáticos, el 0.04% eran isleños del Pacífico, el 22.80% eran de otras razas y el 13.72% eran de una mezcla de razas. Del total de la población, el 40.93% eran hispanos o latinos de cualquier raza.

### Estimación 2019-2023
De acuerdo con la estimación 2019-2023 de la Oficina del Censo, los ingresos medios de los hogares son de $70,217 y los ingresos medios de las familias son de $79,496. Los ingresos per cápita en los últimos doce meses, medidos en dólares de 2023, son de $30.787. Alrededor del 14.2% de la población está por debajo de la línea de pobreza.

## Ciudades
- Boardman
- Heppner
- Ione
- Irrigon
- Lexington